# Giuseppe Grassa
Giuseppe Grassa (Mazara del Vallo, 1891 – Bushehr, 13 aprile 1920) è stato un aviatore italiano.

## Biografia
Frequentò il liceo "Adria" di Mazara del Vallo. Prese parte alla prima guerra mondiale con il grado di sottotenente di complemento del genio, ed il 22 settembre 1915 fu assegnato come pilota alla 3ª Squadriglia per l'artiglieria del Servizio Aeronautico, al campo d'aviazione di Medeuzza.
Il 9 novembre 1918 viene promosso tenente. Fu decorato di croce di guerra al valor militare.
Il 12 maggio 1919 Mario Stoppani con uno Ansaldo SVA 5 e Giuseppe Grassa con uno Ansaldo S.V.A.9, partono da Torino e, in quattro ore, raggiungono Barcellona, in tempo per l’inaugurazione dell’Esposizione mondiale dell'aeronautica.
Nel 1920 fu scelto da Gabriele D'Annunzio come uno dei piloti degli 11 velivoli del raid Roma-Tokyo. L'11 marzo 1920 dall’aeroporto di Centocelle decollò una squadriglia di 5 biplani “S.V.A.9, ”, al comando del capitano Mario Ugo Gordesco, uno dei biplani era pilotato da Giuseppe Grassa. A Bushehr, nel Golfo Persico, il 13 aprile 1920 avvenne il più grave incidente del raid, poiché Gordesco e Grassa, ebbero un incidente mortale: il loro aereo ebbe un'avaria al decollo e dopo essersi incendiato precipitò.
I due, per volontà dell'imperatrice Teimei, ebbero ufficiato un rito funebre in loro onore presso un tempio della capitale, alla presenza dei piloti italiani lì giunti. 
La R.N. torpediniere "Calabria", salpata dal porto di Taranto per una missione nei mari d’Oriente, dal 22 aprile all’11 maggio del 1923 approda a Yokohama, e il suo reparto da sbarco va a prestare soccorso alla popolazione di Tokio colpita dal terremoto. Al suo rientro, il 23 maggio del 1924, di passaggio nel golfo Persico, recupera a Bushehr i corpi di Gordesco e di Grassa e attracca nel porto di Taranto il 18 agosto del 1924. Il giorno successivo si svolgono a Taranto i solenni funerali dei due ufficiali. Il corpo fu traslato nel cimitero di Mazara del Vallo, nella cappella di famiglia.
A Grassa è dedicato dal 1939 un istituto comprensivo della sua città natale.